# Saint-Mandé
Saint-Mandé – miejscowość i gmina we Francji, w regionie Île-de-France, w departamencie Dolina Marny.
Według danych na rok 1990 gminę zamieszkiwały 18 684 osoby, a gęstość zaludnienia wynosiła 20 309 osób/km² (wśród 1287 gmin regionu Île-de-France Saint-Mandé plasuje się na 156. miejscu pod względem liczby ludności, natomiast pod względem powierzchni na miejscu 889.).
W tamtejszym szpitalu w 1956 roku przebywał na leczeniu polski poeta, Aleksander Wat. Powstały tam jego liczne wiersze, opisujące zmagania z bólem i nieuleczalną chorobą.

## Znane osoby

Położenie Saint-Mandé w ramach aglomeracji paryskiej

- Georges Courteline,
- Maurice Boitel, malarz
- Nicolas Fouquet,
- Mazarin